# Mallawi
Ne doit pas être confondu avec Malawi.

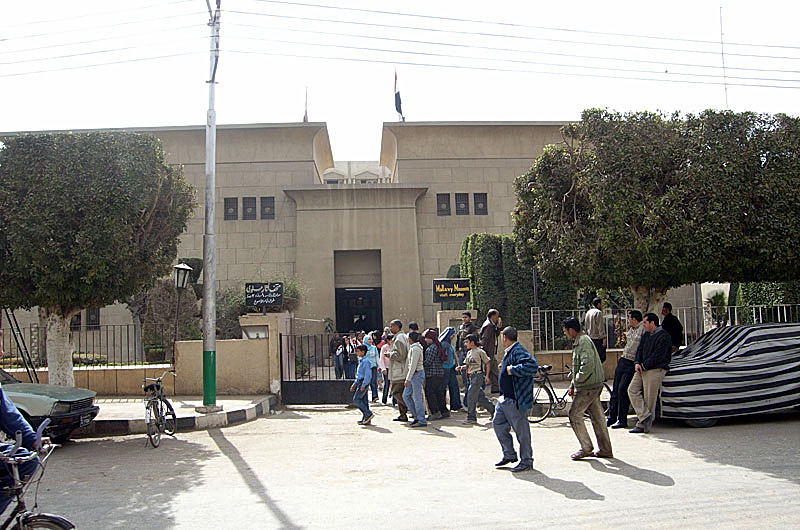
Le musée de Mallawi en 2007.

Mallawi (en arabe ملوي), est une ville d'Égypte, située dans le Gouvernorat de Minya au centre du pays, sur la rive ouest du Nil. Elle se trouve ) 40 km au sud d'Al-Minya, capitale de la Moyenne-Égypte. Elle comptait 212 628 habitants lors du recensement de 2021.
Le nom de la ville dérive du copte ⲙⲁⲛ ⲗⲁⲩ et signifie littéralement le lieu du textile.

## Démographie
| 1996    | 2006    | 2017    | 2021    |
| ------- | ------- | ------- | ------- |
| 119 285 | 139 929 | 190 829 | 212 628 |

## Économie
La ville est située dans une région agricole et produit des textiles et des objets d'artisanat. 

## Culture et patrimoine
Un musée consacré aux antiquités égyptiennes a été créé en 1963 pour conserver et exposer les découvertes des fouilles de la région, notamment celles d'Hermopolis Magna à 6 km au sud-ouest avec sa nécropole de Tounah el-Gebel. Le musée de Mallawi a été pillé en août 2013 : plus de 1 000 pièces ont été volées. La moitié des pièces volées a été retrouvée et le musée a rouvert en 2016,.

## Personnalités liées
- Jean XV d'Alexandrie (15..-1629), 99e patriarche copte d'Alexandrie, né à Mallawi.
- Jean XVII d'Alexandrie (16..-1745), 105e patriarche copte d'Alexandrie, né à Mallawi.